# Eli "Paperboy" Reed
Eli "Paperboy" Reed (nascut a Boston el 1982 amb el nom d'Eli Husock) és un cantant estatunidenc de soul. El seu sobrenom "Paperboy" li ve de la seua peculiar forma de portar una gorra que va pertànyer al seu avi, i que recorda als antics reapartidors de periòdics dels Estats Units.
Eli "Paperboy" Reed es va aficionar a la música negra de menut, escoltant els discos de son pare. Va aprendre sol a tocar el piano l'harmònica i la guitarra. Va fundar una banda anomenada The True Loves amb la que ha aconseguit opinions molt positives tant per part de la crítica especialitzada com del públic. En 2009 va ser nominat als Premis Mojo com a artista revelació de l'any.

## Discografia
- Walkin' and Talkin' and Other Smash Hits! (2004)
- Roll with You (2008)
- Come And Get It (2010)[1]
- Nights Like This (2014)
- My Way Home (2016)
- Eli Paperboy Reed Meets High & Mighty Brass Band (2018)
- Hits and Misses: The Singles (2023)[5]